# Korbwährung
Die Korbwährung (englisch basket currency) ist in der Außenwirtschaft, Währungspolitik und Wirtschaftsstatistik eine in einem Währungskorb enthaltene Währung.

## Allgemeines
Die Korbwährung ist daher eine echte Währung im Gegensatz zum Währungskorb, der eine künstliche Rechnungseinheit darstellt. Die Korbwährung ist eine Fremdwährung, die in den Währungskorb eines Staates oder einer internationalen Verrechnungseinheit wie dem Sonderziehungsrecht aufgenommen worden ist. Oft wird aber auch die Korbwährung selbst als künstliche Rechnungseinheit angesehen. Die Rechnungseinheit des Währungskorbes wurde als „Kunstwährung“ nicht von einer Zentralbank ausgegeben und hat deshalb keine Zahlungsmittelfunktion.

## Beispiele
Typische heutige Korbwährungen sind der US-Dollar, Euro oder Yen, zunehmend auch der Renminbi.
Unter Wolfgang Schmitz ging die Oesterreichische Nationalbank (OeNB) als erste Zentralbank im Mai 1971 zu einer Bindung des Schilling an eine Korbwährung über. Die zur Abwertung während des Floating tendierenden Währungen wurden aus dem Korb herausgenommen, so dass letztlich im Juli 1976 nur die Deutsche Mark als Bezugswert übrig blieb.

## Liste von Korbwährungen
- ECU (historisch)
- SZR